# Pierre Louis Guyet de La Villeneuve
Pour les articles homonymes, voir Guyet et Villeneuve.
Pierre Louis Guyet de la Villeneuve est un navigateur français né le 10 mars 1764 à Rennes et mort en mai 1788 à Vanikoro.
Il fut membre de l'expédition de La Pérouse (avril 1787 - mai 1788).

## Biographie

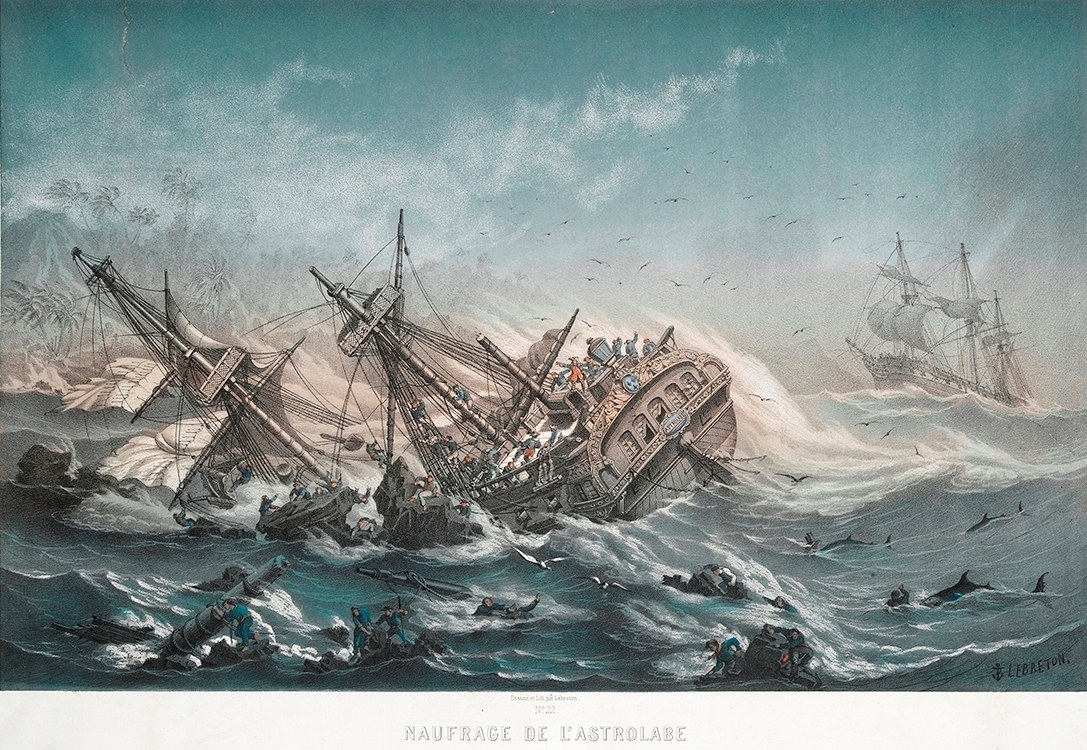
Le naufrage de la Boussole et de l'Astrolabe dans lequel disparu Pierre Louis Guyet de La Villeneuve en 1788. Lithographie de Louis Le Breton.

Pierre Louis Guyet est né le 10 mars 1764 à Rennes, rue Chateaurenault, fils de Jean Guillaume Élisabeth (1727-1780), avocat au parlement, et de Laurence Narbonne (1739–1779), descendante à la 8e génération de Guillaume Bodin, père de Jean Bodin.
Ses frères et sœurs sont :
- Jeanne Marie Laurence (1761, Rennes-1796, Rennes) ;
- Julien Marguerite (1762, Rennes-1838, Morlaix), receveur des enregistrements et conservateur des hypothèques ;
- Jean Baptiste Marie (1765, Rennes-1835, Melesse), homme de loi et rentier ;
- Laurence Perrine Anne (1768, Rennes-1845, Melesse) mariée à Mathurin Leduc, maire de Melesse de 1815 à 1830 ;
- Louis François Hyacinthe (1775, Rennes-1856, Melesse), officier de santé, médecin et maire de Melesse de 1804 à 1815 et de 1848 à 1856. Il donna son nom à la rue Guyet-de-la-Villeneuve située à Melesse.

Sa famille possédait un petit manoir nommé la Villeneuve à Guipel d’où était originaire sa grand-mère paternelle Jeanne Robiou, cousine des Robiou de La Tréhonnais.
Après le décès de sa mère, il embarqua en mai 1780 sur son premier bateau et fut nommé garde de la marine le 1er juillet 1780.
Le 1er mars 1781, il embarqua sur le Glorieux où il participa aux Caraïbes à la guerre d'indépendance des États-Unis. Ils réussirent à prendre Tobago mais en avril 1782, le navire fut pris par les Anglais à la bataille des Saintes qui fit plusieurs victimes.
Pierre Louis Guyet de La Villeneuve resta prisonnier au moins du 11 août au 28 septembre 1782 à Saint-Domingue, nourri et logé par Mme Nogaret avec plusieurs autres prisonniers de guerre. Il rentra à Brest en novembre tandis que le Glorieux, ramené par les Anglais, fut pris dans une tempête et coula.
Guyet de La Villeneuve repartit en campagne sur l’Astrée du 27 janvier au 18 juin 1783 en destination du Cap, puis sur la Bayonnaise du 29 novembre 1783 au 8 septembre 1784 où il passa à la table des officiers sur ordre du capitaine le 27 février 1784 après être arrivé au Sénégal.
Après être rentré en France pour deux mois, il fut engagé, en tant qu’officier (garde de la Marine) sur la Subtile, avec pour capitaine Scipion de La Croix de Castries, cousin de Charles de La Croix de Castries, ministre de la marine de cette époque. La Subtile partit en septembre 1784 de Lorient et accomplit des missions à partir de l’ile de France.
De 1784 à 1785, La Subtile accompagne le vicomte de Souillac, gouverneur général des établissements français au-delà du cap de Bonne Espérance, jusqu’à Pondichéry où il allait devenir gouverneur. La Subtile en profita pour débarrasser la côte ouest de l’Inde de quelques pirates. De retour à l’ile de France, Pierre Louis Guyet de La Villeneuve passa enseigne de vaisseau.
En 1786 est négocié un nouveau traité de commerce avec un roi de Madagascar, tout en s’occupant du comte de Beniowski qui y avait créé une petite dictature illégale.
En 1786 et 1787, La Subtile seconde le vaisseau La Résolution conduit par le capitaine d’Entrecastaux, afin de trouver un trajet pour rejoindre la Chine à contre mousson. Ils arrivent ainsi avec succès à Canton en mars 1787 où une mission pour assister les Chinois sur une expédition punitive contre Formose avorta à la suite des machinations des Anglais. D’Entrecastaux les laissa ensuite à Macao pour répertorier les navires y ayant fait escale puis pour retrouver à Cavite, port de Manille, La Pérouse qu’ils avaient manqué de peu.
À la suite des contacts des équipages de La Pérouse et de La Croix de Castries, Pierre Louis et son collègue Le Gobien proposèrent de passer sur l’équipage de La Pérouse afin de combler les pertes d’officier que La Pérouse avait subies.
Guyet de La Villeneuve passa ainsi sur le vaisseau amiral, la Boussole, avec son esclave Benjamin, et ils quittèrent les Philippines en avril 1787. Dans une lettre du 25 septembre 1787, La Pérouse écrit qu’il a « beaucoup d’éloges à faire sur M. Guyet de la Villeneuve. »